# Serripes notabilis
Serripes notabilis is een tweekleppigensoort uit de familie van de Cardiidae. De wetenschappelijke naam van de soort is voor het eerst geldig gepubliceerd in 1915 door Sowerby III.